# Rufus (band)
Rufus was een Amerikaanse funkband, die vooral bekendheid kreeg door de samenwerking met Chaka Khan. De band had voornamelijk succes in de Verenigde Staten. Thuisbasis was Chicago.

## Biografie

### Start
De band vond haar ontstaan in de band The American Breed bestaande uit Gary Luizo, Al Ciner, Charles (Chuck) Colbert en Lee Graziano. Zij had in 1967 een hit met Bend me, shape me. Luizo ging verder als muziekproducent en de andere drie gingen samen verder met Kevin Murphy (toetsen) en Vern Pilder uit de band Circus. In 1969 werd de naam gewijzigd in Smoke. In 1970 kwamen Paulette McWilliams en James Stella de gelederen versterken en de naam werd gewijzigd in Ask Rufus. Willie Weeks verving toen Vern Pilder.
In 1971 kreeg Ask Rufus hun eerste echte platencontract; Epic Records tekende de band. Er werd een album opgenomen, maar dat belandde op de planken. Epic zegde het contract op. Weeks werd vervangen door Dennis Belfield. Ook Stella en Graziano verlieten de band en werden vervangen door Ron Stockert en Andre Fischer. Hij drumde eerder bij Curtis Mayfield en Jerry Butler. Paulette McWilliams en Chaka Khan raakten bevriend door hun kinderen. Chaka bezocht veel van de concerten van Ask Rufus. Toen McWilliams wilde stoppen schoof zij Chaka naar voren. McWilliams bleef nog even om Chaka in de gelegenheid te stellen zich in het repertoire te verdiepen. Chaka had al eerder in Chicago en omstreken gezongen, onder meer in de plaatselijke band Lock and Chain. McWilliams vertrok en de band nam twee albums op, nog steeds onder de bandnaam Ask Rufus. Na die twee albums verdween "Ask".

### De eerste jaren
Het managementkantoor Ashley-Famous boekte de band met McWilliams en tevens The Rotary Connection (waarin zangeres Minnie Riperton). Bob Monaco van Ashley Famous probeerde Ask Rufus te slijten bij platenlabel ABC Dunhill. Om dat voor elkaar te krijgen gebruikte hij elf demo's, die Ask Rufus in twee dagen tijd had opgenomen in de Paragon Studio. ABC Dunhill besloot na het horen de band te tekenen voor een langdurig platencontract. Chaka was toen nog als achttienjarige minderjarig, dus haar moeder moest mee om te tekenen. Het resultaat werd Rufus' eerste album onder die naam. Het was toen 1973. Een groot succes werd het niet, alhoewel Whoever's thrilling you (is killing me) en Feel good (met Chaka) wel airplay kregen. Al snel ging de band opnieuw de geluidsstudio in voor het tweede album, Rags to Rufus. Daarop stond onder meer Tell Me Something Good van Stevie Wonder en You got the love van Ray Parker Jr. en Chaka. Daarna vonden er personeelswisselingen plaats. Ciner, Belfield en Stockert werden vervangen door Nate Morgan, Tony Maiden en Bobb Watson, allen uit Los Angeles. De laatste twee werden “aangebracht” door Fischer. De heren brachten meer funk in de muziek.

### Succes
De genoemde nummers van Rags to Rufus werden hits en sleepten ook het album naar de hogere regionen van de Amerikaanse lijsten. Het album werd platina. Het succes bracht werk met zich mee, als bijvoorbeeld het voorprogramma van diezelfde Stevie Wonder, maar ook Cheech and Chong en Hues Corporation. Tell me something good leidde naar een Grammy Award. De populariteit van Chaka steeg echter sneller dan van de band zelf en zo kwam de groepsnaam Rufus featuring Chaka Khan op de posters. In 1974 nam de band Rufusized op, dat opnieuw platina werd. Van het album werden Once you get started, Stop on by, I'm a woman en Pack'd my bags hits, die eerste ook in Nederland. In 1975 had de band haar eerste eigen toer en Chaka werd in de recensies steeds vaker naast powerhousezangeres ook als sekssymbool bestempeld. Bij fotoshoots werd soms alleen nog Chaka gevraagd. Chaka werd toen nogal eens vergeleken met Tina Turner en Aretha Franklin. Ze kreeg de bijnaam Little Aretha. Chaka dreigde de band te ontgroeien. Van het album Rufus featuring Chaka Khan kwam dan ook nog de succesvolle single Sweet thing.
De verhoudingen in de band werden slechter, voornamelijk tussen Chaka en haar nieuwe echtgenoot Richard Holland enerzijds en Andre Fischer anderzijds. Tijdens de opnamen van Ask Rufus ontstond zelfs een vechtpartij. Er kwam weer een stortvloed van hits, maar na de toer volgend op Ask Rufus vertrok Fischer. Fischers vriend Morgan vertrok ook. Zij werden vervangen door Richard Calhoun en Hawk Wolinski. In de nieuwe samenstelling nam het album Street player op. Na uitgifte gaf Chaka aan solo te willen gaan. Van haar verscheen het album Chaka in 1978; het zette de spanningen in Rufus op scherp. Het soloalbum verkocht beter dan Street player, mede doordat Chaka een wereldhit kreeg met I'm every woman. Ondertussen gingen de personeelswisselingen in Rufus gewoon door (Calhoun werd vervangen door John Robinson).

### Verval en eind
ABC Records werd overgenomen door MCA Records. Rufus bracht daar een album uit zonder Chaka onder de titel Numbers. Chaka kwam terug om samen met Rufus onder leiding van Quincy Jones Masterjam op te nemen. Het album haalde alleen nog verkoopaantallen doordat Chaka meezong. Chaka wilde daarvoor al vertrekken maar kwam erachter dat ze nog contractueel verplicht was voor twee albums. Zo verschenen Masterjam en Camouflage. Daartussen zat nog een Chakaloos album Party 'til you're broke. De meningsverschillen waren echter tijdens Camouflage zo hoog opgelopen dat Chaka vaak alleen kwam om haar zangpartijen alleen in te zingen bij muziek dat de band eerder had opgenomen en andersom.
De albums van Rufus verdwenen naar de achtergrond doordat de soloalbums van Chaka beter verkochten en in 1982 werd de breuk definitief. Rufus bracht daarna nog maar één studioalbum uit, Seal in red (1983). De split-up werd gestalte gegeven door een slotconcert waarbij Chaka weer aanwezig was. Haar platenlabel zou daarvan een registratie verzorgen, maar bracht het niet uit op video, alleen op compact disc. Pas veel later verscheen Stompin' at de Savoy op dvd. Het wrange was dat de Wolinskicompositie Ain't Nobody van dat album een grote hit werd, met een top 30-plaats in de Billboard Hot 100, een achtste plaats in het Verenigd Koninkrijk en zelfs een 36e plaats in Nederland. Het nummer kreeg een Grammy Award toebedeeld. Na dit scheidden de wegen tussen Rufus en Chaka. Chaka bouwde haar solocarrière uit. Bobby Watson werd producer van onder anderen Janet Jackson.
Zo af en toe was er een reünie en ook tournees kwamen van de grond, maar altijd zonder Fischer.

## Samenstellingen van Rufus

### 1972-1974
- Kevin Murphy
- Al Ciner
- Andre Fischer
- Ron Stockert
- Chaka Khan
- Dennis Belfield

### 1974-1977
- Chaka Khan
- Tony Maiden
- Kevin Murphy
- Andre Fischer
- Bobby Watson
- Nate Morgan

### 1977-1979
- Chaka Khan (toen ook al solo)
- Tony Maiden
- Kevin Murphy
- Richard "Moon" Calhoun
- Bobby Watson
- Dave Wolinski

### 1979-1983
- Chaka Khan (toen ook solo)
- Tony Maiden
- Kevin Murphy
- John "J.R." Robinson
- Bobby Watson
- Dave Wolinski

## Discografie

### Albums
| Album met eventuele hitnotering(en) in de Nederlandse Album Top 100 | Datum van verschijnen | Datum van binnenkomst | Hoogste positie | Aantal weken | Opmerkingen                    |
| ------------------------------------------------------------------- | --------------------- | --------------------- | --------------- | ------------ | ------------------------------ |
| Rufus                                                               | 07-1973               | -                     |                 |              |                                |
| Rags to Rufus                                                       | 05-1974               | -                     |                 |              |                                |
| Rufusized                                                           | 12-1974               | -                     |                 |              | met Chaka Khan                 |
| Rufus featuring Chaka Khan                                          | 11-1975               | -                     |                 |              | met Chaka Khan                 |
| Ask Rufus                                                           | 05-04-1977            | -                     |                 |              | met Chaka Khan                 |
| Street player                                                       | 01-1978               | -                     |                 |              | met Chaka Khan                 |
| Numbers                                                             | 01-1979               | -                     |                 |              |                                |
| Masterjam                                                           | 11-1979               | -                     |                 |              | met Chaka                      |
| Party ‘til you broke                                                | 03-1981               | -                     |                 |              |                                |
| Camouflage                                                          | 10-1981               | -                     |                 |              | met Chaka Khan                 |
| The very best of Rufus featuring Chaka Khan                         | 1982                  | -                     |                 |              | met Chaka Khan / Verzamelalbum |
| Seal in red                                                         | 02-1983               | -                     |                 |              |                                |
| Stompin' at the savoy – Live                                        | 10-08-1983            | -                     |                 |              | met Chaka Khan / Livealbum     |

### Singles
| Single met eventuele hitnotering(en) in de Nederlandse Top 40 | Datum van verschijnen | Datum van binnenkomst | Hoogste positie | Aantal weken | Opmerkingen                                  |
| ------------------------------------------------------------- | --------------------- | --------------------- | --------------- | ------------ | -------------------------------------------- |
| Slip 'n' slide                                                | 1973                  | -                     |                 |              |                                              |
| Whoever's thrilling you                                       | 1973                  | -                     |                 |              |                                              |
| Feel good                                                     | 1973                  | -                     |                 |              |                                              |
| Tell Me Something Good                                        | 1974                  | 28-09-1974            | tip24           | -            |                                              |
| You got the love                                              | 1974                  | -                     |                 |              |                                              |
| Once You Get Started                                          | 1975                  | 03-05-1975            | 26              | 3            | met Chaka Khan / Nr. 20 in de Single Top 100 |
| Please pardon me (You remind me of a friend)                  | 1975                  | -                     |                 |              | met Chaka Khan                               |
| Sweet thing                                                   | 1975                  | -                     |                 |              | met Chaka Khan                               |
| Dance with me                                                 | 1976                  | -                     |                 |              | met Chaka Khan                               |
| Jive talking                                                  | 1976                  | -                     |                 |              | met Chaka Khan                               |
| At midnight (My love will lift you up)                        | 1977                  | -                     |                 |              | met Chaka Khan                               |
| Hollywood                                                     | 1977                  | -                     |                 |              | met Chaka Khan                               |
| Everlasting love                                              | 1977                  | -                     |                 |              | met Chaka Khan                               |
| Stay                                                          | 1978                  | -                     |                 |              | met Chaka Khan                               |
| Blue love                                                     | 1978                  | -                     |                 |              | met Chaka Khan                               |
| Keep it together (Declaration of love)                        | 1979                  | -                     |                 |              |                                              |
| Ain't noboy like you                                          | 1979                  | -                     |                 |              |                                              |
| Do you love what you feel                                     | 1979                  | -                     |                 |              | met Chaka                                    |
| Any love                                                      | 1980                  | -                     |                 |              | met Chaka                                    |
| I'm dancing for your love                                     | 1980                  | -                     |                 |              | met Chaka                                    |
| Tonight we love                                               | 1981                  | -                     |                 |              |                                              |
| Hold on to a friend                                           | 1981                  | -                     |                 |              |                                              |
| Sharing the love                                              | 1981                  | -                     |                 |              | met Chaka Khan                               |
| Better together                                               | 1982                  | -                     |                 |              | met Chaka Khan                               |
| Take it to the top                                            | 1983                  | -                     |                 |              |                                              |
| Ain't Nobody                                                  | 1983                  | 02-06-1984            | 29              | 4            | met Chaka Khan / Nr. 36 in de Single Top 100 |
| One million kisses                                            | 1994                  | -                     |                 |              | met Chaka Khan                               |
| Ain't nobody (Remix)                                          | 1989                  | -                     |                 |              | met Chaka Khan                               |

| Single met hitnotering(en) in de Vlaamse Ultratop 50 | Datum van verschijnen | Datum van binnenkomst | Hoogste positie | Aantal weken | Opmerkingen                                  |
| ---------------------------------------------------- | --------------------- | --------------------- | --------------- | ------------ | -------------------------------------------- |
| Once You Get Started                                 | 1975                  | -                     |                 |              | met Chaka Khan / Nr. 30 in de Radio 2 Top 30 |

### NPO Radio 2 Top 2000
| Nummer met noteringen in de NPO Radio 2 Top 2000 | '99 | '00 | '01  | '02 | '03  | '04  | '05  | '06  | '07  | '08  | '09  | '10  | '11  | '12  | '13  | '14  | '15  | '16-'17 | '18  | '19  | '20  | '21  |
| ------------------------------------------------ | --- | --- | ---- | --- | ---- | ---- | ---- | ---- | ---- | ---- | ---- | ---- | ---- | ---- | ---- | ---- | ---- | ------- | ---- | ---- | ---- | ---- |
| Ain't Nobody (met Chaka Khan)                    | 712 | -   | 1199 | 806 | 1132 | 1211 | 1439 | 1504 | 1231 | 1287 | 1630 | 1444 | 1433 | 1612 | 1671 | 1606 | 1569 | -       | 1823 | 1822 | 1506 | 1751 |

1. ↑  Een '-' betekent dat het nummer niet was genoteerd en een vetgedrukt getal geeft de hoogste notering aan.
2. ↑  Deze tabel is bijgewerkt tot en met de laatste editie (2024).